# Szew nosowo-szczękowy
Szew nosowo-szczękowy (łac. sutura nasomaxillaris) – szew czaszki łączący kość nosową ze szczęką. Jest szwem liściastym.
U człowieka przebiega na bocznej ścianie nosa i jamy nosowej, łącząc zaostrzony brzeg boczny kości nosowej z również ostrym brzegiem przednim wyrostka czołowego szczęki.
Zarasta (kostnieje) u bydła domowego w starości, u konia domowego w 17–20, a czasem dopiero w 28 roku życia.